# Solveig Svensson
Solveig Ingegärd Svensson, född 15 oktober 1935 i Sofia församling i Stockholm, är en svensk sångerska.
Hon är tvillingsyster till Ulla-Britt Svensson.

## Filmografi
- 1950 – Restaurant Intim
- 1956 – Sjunde himlen